# Kaufbeuren
Kaufbeuren é uma cidade da Alemanha localizada na região administrativa da Suábia, estado da Baviera.
Kaufbeuren é uma cidade independente (kreisfreie Stadt) ou distrito urbano (Stadtkreis), ou seja, possui estatuto de distrito (Kreis).
|  |